# أوتش أولر
أوتش أولر هي قرية في مقاطعة أرومية، إيران. يقدر عدد سكانها بـ 170 نسمة بحسب إحصاء 2016.